# 保时捷550

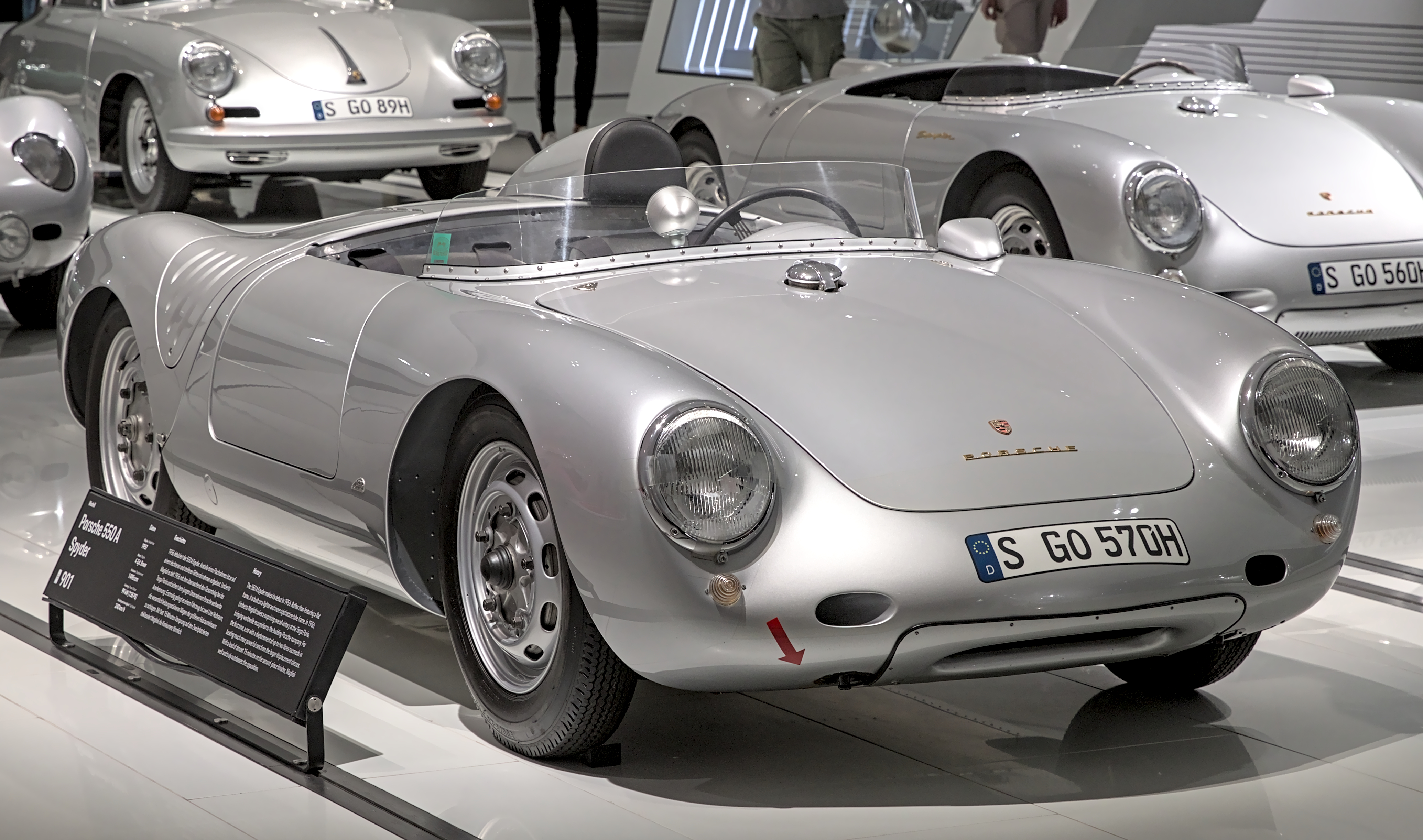
Porsche 550 Spyder

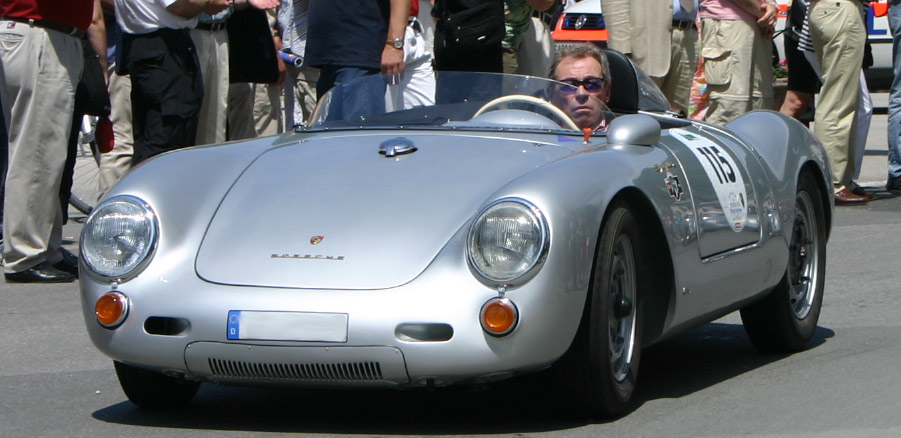
Porsche 550 RS

Porsche 550是德國保時捷汽車在1950年代生產的跑車。

## 概要
1951年保時捷受到Walter Glöckler所改裝的比賽用保時捷356 "Spyder" 之啟發，決定以它為藍圖進一步打造更棒的車子，保時捷550於焉面世並下場參加競速賽事。
保時捷550有RS與Spyder兩種車型，並且讓保時捷贏得第一次的主要跑車錦標賽（Major Sports Car Racing）總冠軍。它的繼承者乃1957年上市的保時捷718，並在1963年進軍一級方程式賽車。

## 歷史
1953年於巴黎車展發表，保時捷550的外觀特色為雙座、敞篷、使用鋼管H型結構底盤、中置引擎後輪驅動佈局、搭載1.5公升氣冷式水平對臥四缸引擎，車重僅550公斤。
雖然是修改自福斯汽車的OHV氣冷式引擎，但保時捷由Ernst Fuhrmann博士修改的「547型引擎」仍然是十分優秀的。這台車的引擎在當時相當先進，擁有由四支由曲軸帶動的凸輪軸的DOHC引擎，可以爆發出對這種體重的小車而言，相當強勁的110bhp馬力。550因為搭載了這麼優秀的引擎，才能跟當時使用更大排氣量引擎的法拉利和捷豹一較高下。非常罕見的保時捷356 "Carrera"就是以惟一一部同樣使用此動力單元的量產車，成為保時捷之特色車款。
雖然356已經用來比賽很多年，不過550是保時捷第一部以競賽為目的所打造的賽車。保時捷順利地用550在它的組別拿下1954年利曼24小时耐力賽的勝利。保時捷在那年年底開始量產550，在1956年改款為550A之前總共生產了90輛。後繼之550A改變非常大，除了引擎重新調校外，也調整了後輪的多連桿懸吊系統，改善550轉向過度的特性。